# 女友＊步驟
《女友＊步驟》是SMEE在2016年9月30日發售的戀愛冒險類型成人遊戲。2018年3月21日由GN Software發售PlayStation Vita版本。

## 故事簡介
小早川秋一直都跟著姐姐小早川槙過著到處搬家的生活。在升上高二的春天，秋跟槙到了奶奶在鄉下「白鷺町」經營的民宿「牧田莊」居住。生活穩定下來後，槙向秋說這次是最後一次的搬家，並要秋積極去追尋自己的戀愛。

## 登場角色

### 主要角色
小早川秋
作品男主角。在高二的春天時和姐姐槙一起搬到奶奶家的民宿生活。非常害怕蟲。
華野椎名（聲：柚木サチ）
白鷺學園三年級女學生，學生會長，是秋來到白鷺町後第一個認識的人。家裡為神社。
深得學生信賴，但會偷偷騎校規不允許的機車上學。
如月乃繪（聲：歩サラ）
白鷺學園二年級，秋的同學，個性穩重的少女，被秋稱為乃繪老師。
圖書委員，假日時會在學校的圖書館讀書。
柳明日香
白鷺學園二年級，秋的同學，個性活潑的少女。家裡經營烏龍麵店。
運動神經優秀，是新體操社的王牌。
芹澤久遠（聲：桜乃ひよ）
白鷺學園一年級女學生，比秋早幾天搬到白鷺町的轉學生。

### 其他角色
岡田富子（聲：三井京子）
可攻略角色，白鷺學園二年級女學生。
小早川槙（聲：川島梨乃）
秋的姐姐，在搬到白鷺町後擔任白鷺學園的特別講師。
安達健勝（聲：夏村伊介）
白鷺學園二年級男學生，秋在前一個學校的同學，跟秋同一天轉學到白鷺學園。
八木正吾（聲：どっこいしょーいち）
白鷺學園二年級男學生。染金髮並穿著不合校規的紅色襯衫。雖然看似不良少年，但其實並非壞人。
環奈奈（聲：春山色葉）
白鷺學園二年級女學生，秋的同學，班上的氣氛製造者。
春日井桃美（聲：夢野ぼたん）
秋班上的導師。

## 主題曲
片頭曲
作詞：、作曲、編曲：，主唱：佐佐木詩織
片尾曲「HAPPY for GOOD」
作詞：、作曲、編曲：，主唱：星本美結

## 評價
《女友＊步驟》在Getchu.com舉辦的美少女遊戲大賞2016中獲得綜合部門第17名、影片部門第10名。並於2016年度「萌系遊戲大賞」年間排名獲得第25名。

## 外部連結
- 女友＊步驟遊戲官網 （页面存档备份，存于）（日語）
- PSV版本遊戲官網（日語）